# Lajos Tóth (aviatore)
Lajos Tóth (Újfehértó, 25 agosto 1922 – Budapest, 11 giugno 1951) è stato un militare e aviatore ungherese,  asso dell'aviazione da caccia nel corso della seconda guerra mondiale abbattendo individualmente 26 aerei nemici nel corso di 181 missioni.

## Biografia

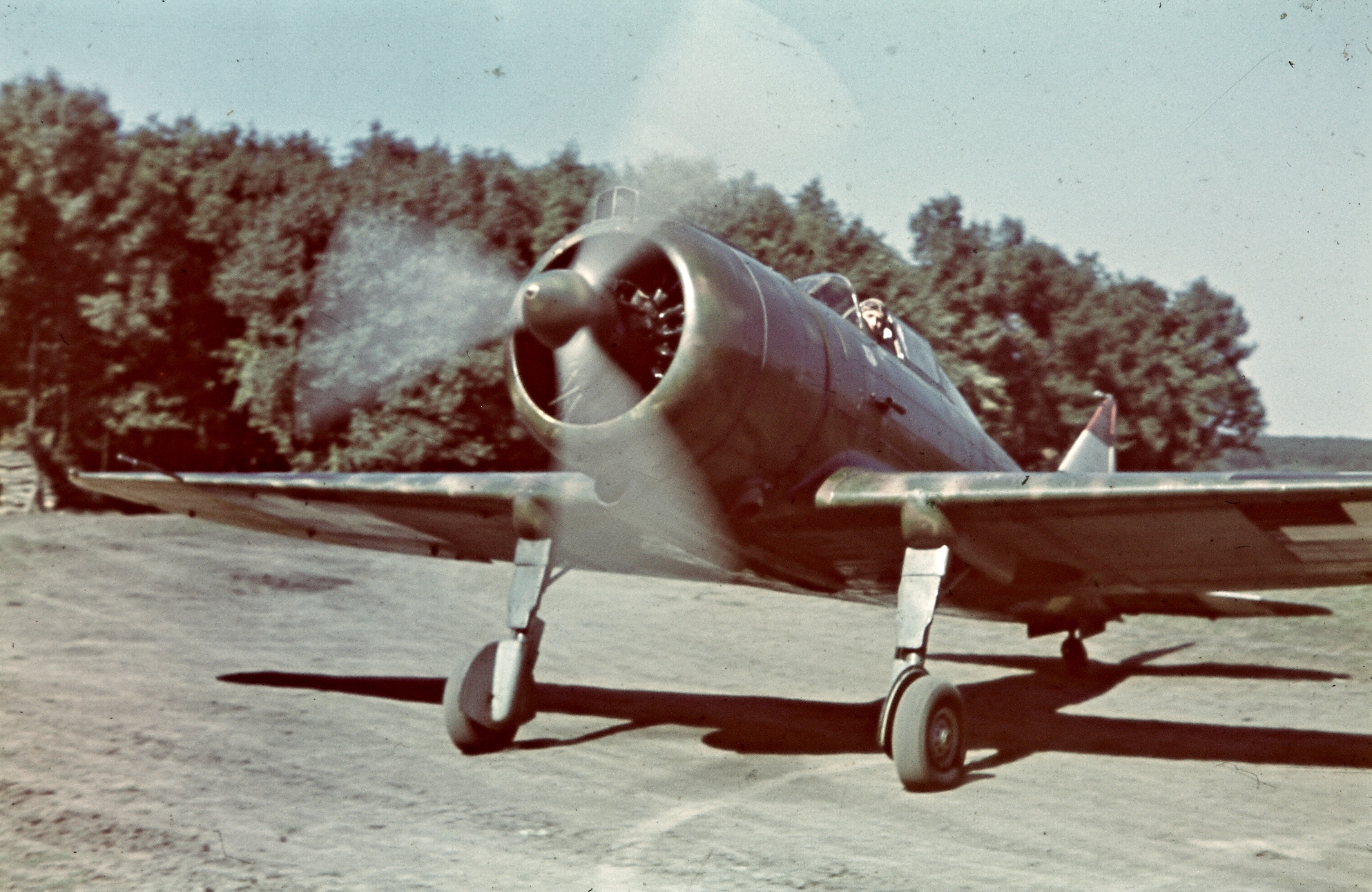
Un caccia Reggiane Re.2000 Heja della Magyar Királyi Honvéd Légierő.

Nacque il 25 agosto 1922 a Újfehértó. Dopo aver completato gli studi secondari a Pécs entrò come cadetto nella sezione aeronautica della Magyar Királyi Honvéd Ludovika Akadémia, distinguendosi subito per le sue doti durante il volo. Primo del suo corso, fu promosso sottotenente e mandato presso la base dell'aeronautica militare di Kassa nel corso del 1942. Sul fronte orientale, volando sui caccia Reggiane Re.2000 Heja prima e poi sui Messerschmitt Bf 109F, conseguì la sua prima vittoria aerea vicino a Kiev, a spese di un caccia Lavochkin La-5, il 5 settembre 1943. Il 15 dello stesso mese abbatté un caccia Yakovlev Yak-1 e il giorno 28 due cacciabombardieri Ilyushin Il-2 circa 40 km dietro le linee sovietiche.
Dopo essere stato abbattuto in combattimento aereo da un caccia nemico il 3 ottobre 1943 sul territorio dell'Ucraina, nonostante le ferite, attraversò a nuoto il fiume Dnepr dove fu ferito una seconda volta da un mitragliere dell'Armata Rossa di pattuglia prima di riuscire a raggiungere le linee tedesche cinque giorni dopo. Durante il periodo sul fronte orientale abbatté 9 aerei nel corso di 95 (forse 93) sortite e fu decorato con la Croce di Ferro di prima classe.
Dopo essersi ripreso dalle ferite il 27 febbraio colse la sua decima vittoria abbattendo un caccia Bell P-39 Airacobra. Rientrato in Ungheria venne assegnato al 101. Honi Légvédelmi Vadászrepülő Osztály il 1 marzo 1944 come comandante della squadriglia 101/2 "Ratek", conseguendo quattro vittorie contro i velivoli americani anche se fu abbattuto a sua volta due volte. Quando il governo di Miklós Horthy cercò di intavolare un negoziato con gli Alleati per uscire dal conflitto, egli fu duramente impegnato a contrastare le incursioni della sempre più aggressiva aviazione sovietica sul territorio nazionale, durante l'Operazione Panzerfaust. Nel corso del 1945 distrusse 13 aerei e fu promosso primo tenente, conseguendo le sue due ultima vittorie il 14 aprile 1945 sopra l'Austria a spese di due cacciabombardieri Ilyushin Il-2. Alla fine del conflitto aveva conseguito 26 vittorie in 181 missioni.
Consegnatosi alle truppe americane fu fatto prigioniero di guerra nella Germania ovest, immigrando successivamente negli Stati Uniti d'America nel 1946 quando fu chiaro che l'Ungheria sarebbe caduta sotto il controllo dell'Unione Sovietica. Usufruendo dell'amnistia generale emessa dal governo ungherese nel 1948 ritornò in Patria arruolandosi nella nuova forza aerea a Mátyásföld con il grado di tenente. Ricoprì diversi incarichi di rilievo a Kecskemét, e nel 1950 fu promosso capitano. Il 3 marzo 1951 fu arrestato ed imprigionato, insieme ad altri 12 militari, dalla Államvédelmi Hatóság (ÁVH) con la falsa accusa di cospirazione al fine di fomentare una rivolta anticomunista. Processato e condannato a morte, fu impiccato preso il muro della prigione di Gyűjtőfogház l'11 giugno 1951. Dopo la caduta dell'Unione Sovietica e la fine del Patto di Varsavia fu pienamente riabilitato e promosso postumo al rango di tenente colonnello. La salma, sepolta in una tomba sotto falso nome presso il Cimitero pubblico di Rákoskeresztúr fu scoperta nel settembre del 2002 e identificata tramite test del DNA nel 2003.
I suoi resti mortali vennero nuovamente sepolti ii 10 settembre 2003, nel terreno 298 dell'Új Köztemető a Rákoskesztúr, con tutti gli onori militari.

### Fonti
1. 1 2 3 4 5 6 7 8 9  Ciel de Gloire.
2. 1 2  Punka 2002, p. 63.
3. 1 2 3 4 5 6  Pumaszallas.
4. ↑  Csaba 2006, p. 98.
5. ↑  Csaba 2006, p. 105.
6. ↑  Punka 2002, p. 28.
7. ↑  Punka 2002, p. 31.
8. ↑  Punka 2002, p. 79.
9. ↑  Csaba 2006, p. 110.